# Pallenopsis vanhoeffeni
Pallenopsis vanhoeffeni is een zeespin uit de familie Pallenopsidae. De soort behoort tot het geslacht Pallenopsis. Pallenopsis vanhoeffeni werd in 1915 voor het eerst wetenschappelijk beschreven door Hodgson. 